# Serjania paucidentata
Serjania paucidentata är en kinesträdsväxtart som beskrevs av Dc.. Serjania paucidentata ingår i släktet Serjania och familjen kinesträdsväxter. Inga underarter finns listade i Catalogue of Life.